# Battaglia di Mullihambato
La battaglia di Mullihambato fu combattuta nell'odierno Ecuador, nel corso della guerra civile Inca, e permise ad Atahualpa di fermare, o forse anche di sconfiggere, gli uomini di Atoc, dopo aver precedentemente perso nella battaglia di Chillopampa.

## Storia
Le forze di Atahualpa guidarono un contrattacco affrontando gli Huáscarani nella battaglia di Chimborazo, mettendoli in fuga ed obbligando gli eserciti meridionali a portarsi a nord. La guerra, però, si concluse solo con la battaglia di Quipaipan.